# نانسي دوفي
نانسي دوفي (بالإنجليزية: Nancy Duffy)‏ هي مذيعة أخبار وصحفية أمريكية، ولدت في 24 نوفمبر 1939 في واتيرتاون في الولايات المتحدة، وتوفيت في 22 ديسمبر 2006.